# Vének
Vének (em alemão: Apfeldörfl; em croata: Vinak) é um município da Hungria, situado no condado de Győr-Moson-Sopron. Tem 6,89 km² de área e sua população em 2015 foi estimada em 166 habitantes.